# Colline del Transdanubio

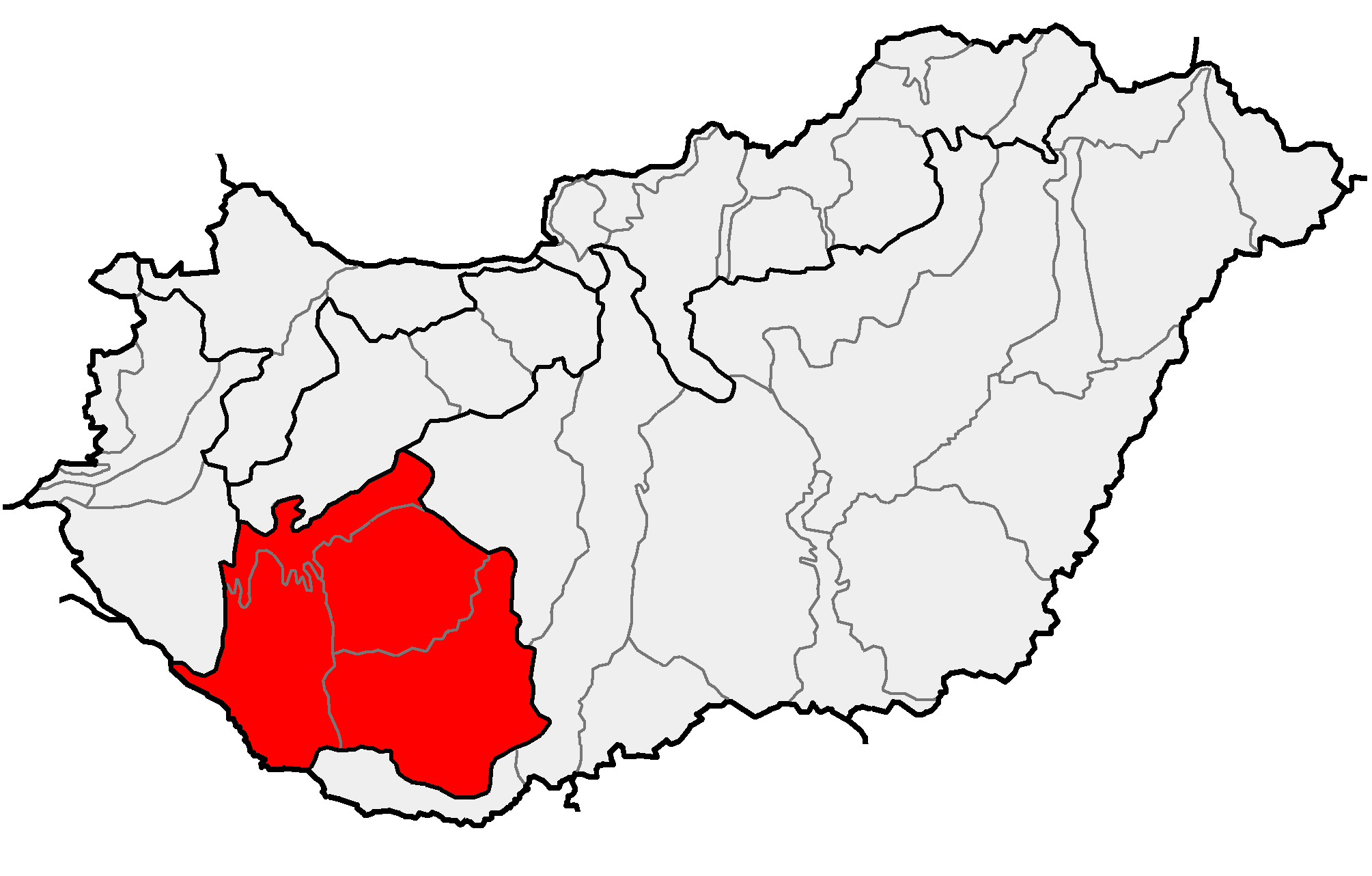
Mappa dell'Ungheria.
La zona rosa indica la regione occupata dalle Colline del Transdanubio

Le Colline del Transdanubio (ungherese: Dunántúli-dombság) sono una regione geografica dell'Ungheria. Esse occupano la parte del Transdanubio meridionale compresa fra il Balaton a nord, la Drava a ovest e sud-ovest, il Danubio a est, ed i Monti Mecsek a sud-est.

## Geografia
Le Colline del Transdanubio occupano una superficie di circa 11.300 km², esse si estendono sulla contea di Somogy di cui occupano praticamente l'intero territorio, la parte orientale della contea di Zala, la parte occidentale della contea di Tolna e gran parte della contea di Baranya.
La zona è ricca di corsi d'acqua, oltre ai due grandi fiumi che ne delimitano il territorio, la Drava a ovest e sud ed il Danubio ad est, vi sono numerosi altri fiumi.
Fra questi i più importanti sono:
- il Zala nella parte nord-ovest al confine con la regione dell'Alpokalja;
- il Rinya, un affluente di sinistra della Drava, nella parte sud della provincia di Somogy;
- il Kapos nella zona centrale;
- il Sió, emissario del Balaton, nella zona sud-est.

Il territorio è fittamente ricoperto da boschi che occupano circa il 25% della superficie totale. Le specie più diffuse sono il carpino, il faggio e il tiglio.
Gran parte del territorio delle colline transdanubiane fa parte del Parco Nazionale del Danubio-Drava.

## Microregioni
Il territorio delle colline del Transdanubio può essere suddiviso in 9 microregioni:

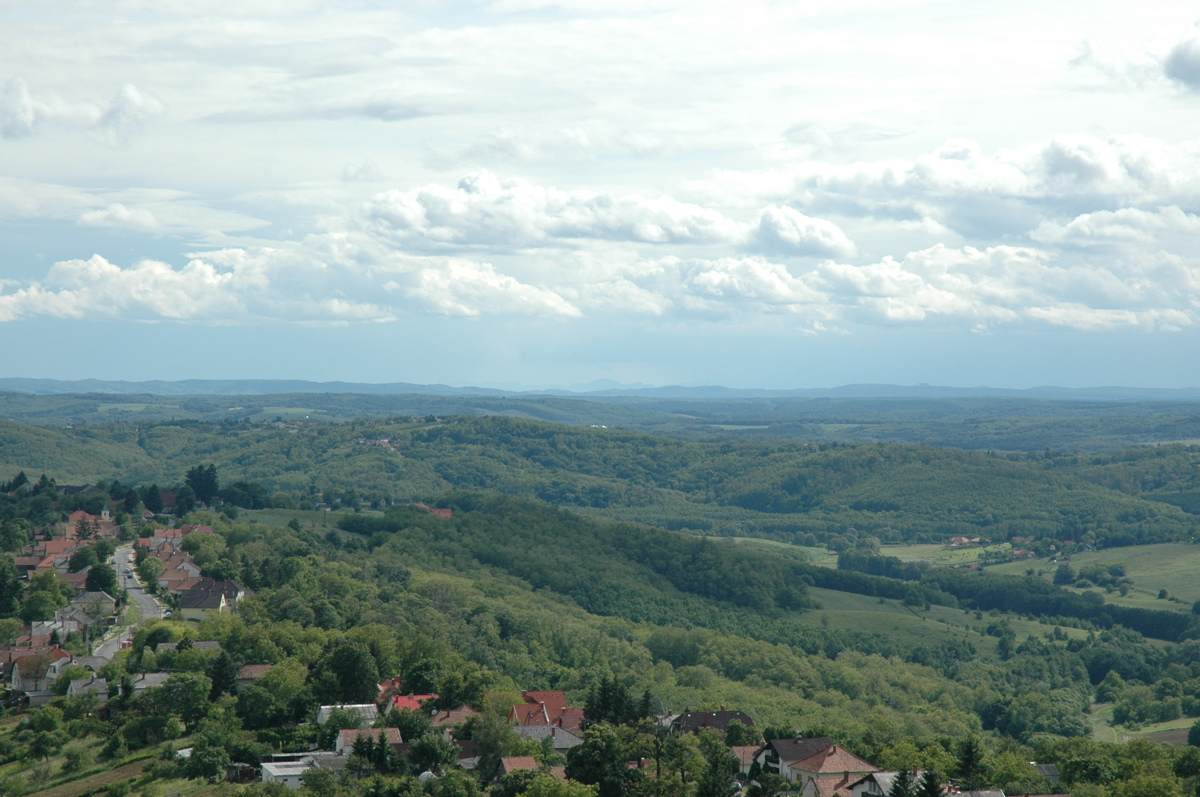
Colline di Zala

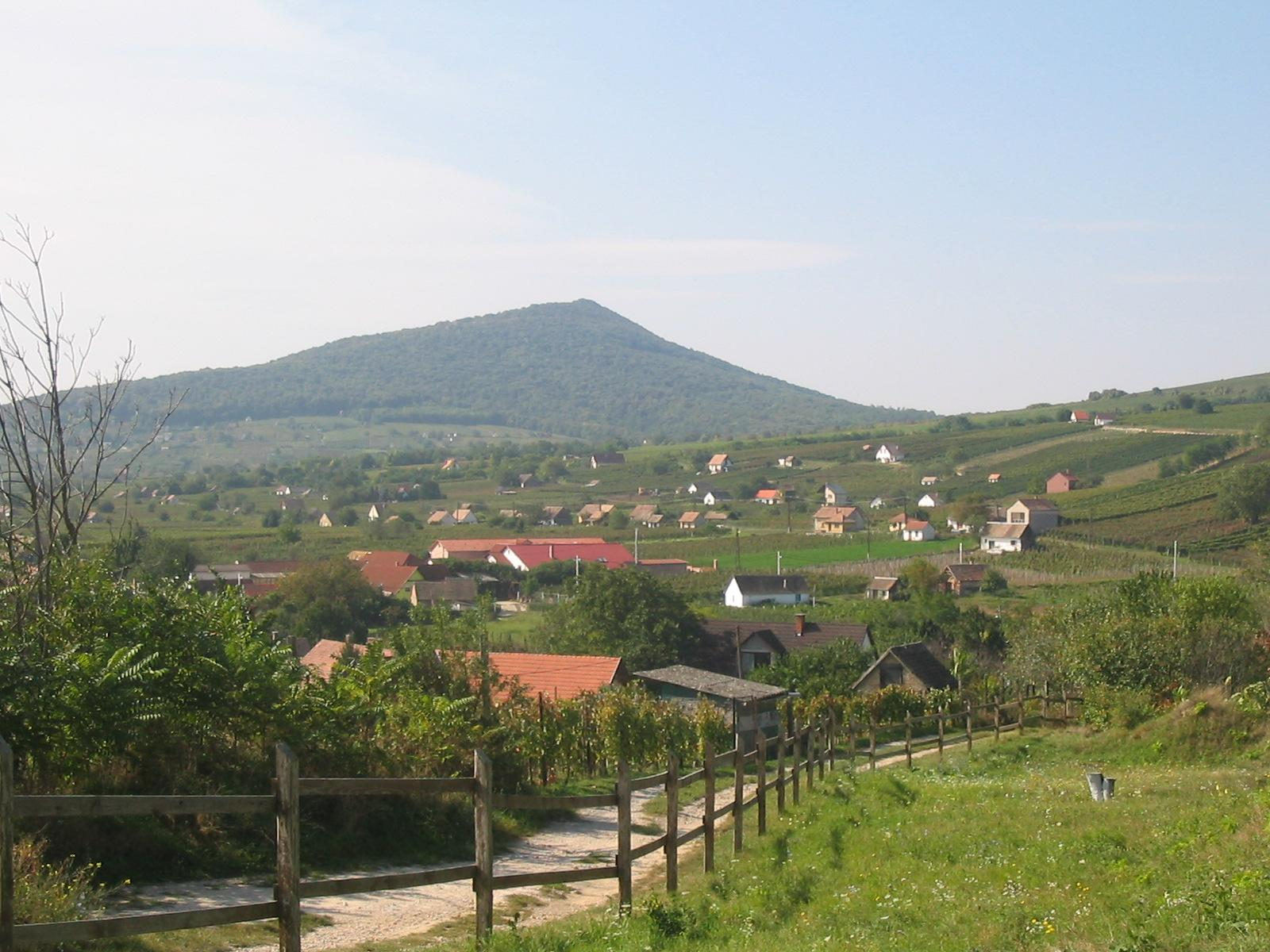
Coltivazioni di uva nella zona di Villány, sullo sfondo la collina di Szársomlyó

- Colline di Zala

Sono delimitate a nord e ad est dal fiume Zala, a ovest dalla frontiera con la Slovenia, a sud dalla Drava e ad est dal Somogy interno. Il punto più alto misura 338 m s.l.m. Le città più importanti della zona sono Zalaegerszeg nella parte nord e Nagykanizsa nella zona a sud.
- Somogy interno

Si trova tra le Colline di Zala, ad ovest, il Balaton a nord, la Drava a sud, il Somogy esterno e la regione di Zselic a est. Nella zona centrale, fra Marcali e Nagybajom, è presente l'Area protetta della regione di Boronka. La città più importante della zona è Kaposvár che si trova nella valle tra il Somogy interno e quello esterno.
- Somogy esterno

È la zona delimitata a nord dal  Balaton, ad est dal fiume Sió, a sud dal fiume Kapos, a ovest dal Somogy interno. I paesi più significativi della zona sono: Andocs, Karád e Somogyvár.
- Zselic

La regione di Zselic confina a nord con il  Somogy esterno, a ovest con il Somogy interno, a est con il Völgység e a sud con i Monti  Mecsek. Nella parte centrale della regione, a sud di Kaposvár, è presente l'Area protetta delle colline di Zselic.
- Völgység

È delimitata a nord dalle Colline di Tolna, a sud dai monti Mecsek, a est dal Sió e dalle Colline di Szekszárd. La città più importante della zona è Dombóvár.
- Colline di Tolna

Le colline di Tolna sono delimitate a ovest dal fiume Kapos, a nord e ad est dal fiume Sió e a sud dalla zona di Völgység. I paesi più significativi della zona sono Tamási, Simontornya, Hőgyész e Gyönk.
- Colline di Szekszárd

Si trovano fra le colline di Tolna a nord, i Monti Mecsek e Völgység a ovest, il Danubio a est e le Colline di Baranya a sud. Il punto più alto della zona è la Collina Gigante (Óriás-hegy) che misura 285 m., alla periferia di Szekszárd che costituisce l'unico centro importante della zona. Ad est di Szekszárd si trova la riserva naturale protetta di Gemenc, che si estende per circa 20.000 ha nella zona delimitata a nord dal fiume Sió, a est dal Danubio, e a sud dalla linea Báta-Szeremle-Baja.
- Colline di Baranya

Sono delimitate a nord da Monti Mecsek, a sud dalle Colline di Villány e ad est dal Danubio. Le città più importanti della zona sono: Mohács e Bóly.
- Colline di Villány

La zona di Villány si trova fra le Colline di Baranya e la Drava. La cima più alta è la collina di Szársomlyó che misura 442 m s.l.m. I centri più importanti della zona sono Siklós e Villány.